# Jim Barton
Jim Barton, född den 3 mars 1956 i Lincoln County, Tennessee, är en amerikansk seglare.
Han tog OS-brons i soling i samband med de olympiska seglingstävlingarna 1996 i Atlanta.